# Defensa de Luci Flac
Defensa de Luci Flac (llatí: Pro Flacco) és un discurs de l'escriptor i polític romà Ciceró, pronunciat l'any 59 aC, en el qual defensa el seu amic Luci Valeri Flac, propretor d'Àsia, de l'acusació realitzada per Dècim Leli Balb, que va coincidir amb el mateix Flac quan governava a Àsia.

## Context
El discurs Pro Flacco de Ciceró, que cal datar als darrers mesos de l’any 59 aC, és un discurs de caràcter judicial, però, com tants d'altres, té també un accentuat caràcter polític, tant per la personalitat de l’acusat com pel moment i les circumstàncies en què fou pronunciat. Roma estava aleshores sotmesa per l’aliança de Pompeu, Cèsar i Cras i els esdeveniments polítics giraven, molt particularment, entorn del consolat de Cèsar. Per a Ciceró això era més motiu d’inquietud que d’esperança i la defensa de Flac li va donar l’oportunitat de reflectir la deplorable situació de la república. A més, en aquesta data van tenir lloc els processos contra Term i contra Antoni i havia sigut votada la «Llei Julia».
Pocs anys abans Luci Valeri Flac havia estat un gran col·laborador de Ciceró en l’afer de Catilina i en moltes ocasions havia donat mostres del seu interès per la república, prestant-li els millors serveis, sobretot, en els seus moments difícils. No era d’esperar, doncs, que Ciceró s'encarregués de la seva defensa.
Moltes dades de la vida de Luci Valeri Flac les coneixem gràcies al discurs Pro Flacco. Pertanyia a una família il·lustre, la gens Valeria, d’origen sabí. De la mateixa família va destacar el pare de Luci Valeri Flac, el qual l’any 99 aC, mentre era edil curul, fou acusat pel tribú de la plebs Gai Apulueu Decià, pare precisament de Decià, un dels acusadors del client de Ciceró. Es desconeix quins van ser els motius de l’acusació, però cal pensar que el pare de Flac no en degué resultar gaire afectat, ja que va ésser pretor l’any 96 i governador d'Àsia entre els anys 95 i 94. Quan va morir Mari, el gener del 86, fou consul suffectus al costat de Cinna i fou enviat a Orient per a combatre contra Mitridates. A començaments de l’any 85 va morir assassinat a Calcedònia.
Luci Flac, el fill, molt jove encara, havia acompanyat el seu pare a Àsia l’any 86 aC i, després de la seva mort, Flac es va posar sota les ordres del seu oncle, Gai Valeri Flac, que comandava l'exèrcit a la Gàl·lia Transalpina. La seva carrera continuà amb èxit, de manera que l’any 78 va col·laborar com a tribú militar a Cilíca, sota les ordres del procònsol Publi Servili Vàtia, en la lluita contra els pirates.
Al voltant de l’any 70 fou qüestor a Hispània al servei de Marc Pupi Pisó i més tard, en els anys 68-67, va tenir una intervenció notable com a legat de Quint Cecili Metel Crètic en la reducció de l’illa de Creta a província romana. L’any 63, coincidint amb el consolat de Ciceró,exercí la pretura, però les al·lusions a aquesta en el discurs no deixen prou clar si Flac fou praetor urbans o praetor peregrinus, per bé que sembla més acceptable que fos aquesta última.
En el càrrec de pretor Flac va tenir un paper important al costat de Ciceró en la repressió de la conjuració de Catilina, quan la nit del 2 al 3 de desembre ell i el pretor Gai Pomptí van detenir al pont Mulvi la comitiva dels al·lòbrogs, que obraven de connivència amb els conjurats. Sal·lusti remarca en els dos pretors l'eficàcia de la seva acció i els qualifica d’homines militares; així mateix Ciceró lloa l'eficaç intervenció de Flac i ensems posa en relleu el suport que va rebre d’ell en la sessió del senat en què es prengueren les mesures contra els conjurats.
L’any 62 aC va obtenir el govern d’Àsia com a propretor, succeint en el càrrec Publi Servili Glòbul. El mateix Ciceró ens informa l’any 61 aC que després de Flac exercí el càrrec de governant d’Àsia el seu germà Quint. Per una lletra de Ciceró a Àtic sabem que l’any 60 el senat va enviar Luci Flac, Quint Metel Crètic i Lèntul, fill de Clodià, a la Gàl·lia amb plens poders, per tal d’impedir que alguns pobles gals s'unissin als helvecis. Fou entorn d’aquesta missió que Flac es veié implicat en un procés, acusat de concussió per uns fets de la seva actuació al capdavant de la província d’Àsia.

## Acusació
No coneixem amb certesa en quina llei s'emprava l’acusació de concussió feta a Luci Flac. L'escoliasta T. Stangl indica la possibilitat que fos la lex Vatinia de alternis consiliis reiciendis o bé la lex Fufia del pretor Quint Fufi Calè, però el fet que en el discurs es faci al·lusió a una llei nova i recent, lege hac recenti ac noua, ens inclina a pensar, seguint també el parer de Boulanger, que es tracta de la lex Iulia de repetundis, tot just promulgada per Cèsar per a la defensa de les províncies contra els abusos dels governadors, tot establint una restricció als poders que s'atribuïen els procònsols i una major dependència de Roma.
El tribunal corresponent era l’anomenat quaestio perpetua de repetundis, el qual, segons havia establert l’any 70 aC la lex Aurelia iudicaria, es componia de vint-i-cinc senadors, vint-i-cinc cavallers i vint-i-cinc tribuni aerarii.
L’acusador principal, cosa que pot sorprendre, fou Dècim Leli Balb, el qual segons manifesta Ciceró (IV 4) va coincidir a la província d’Àsia amb Luci Flac, quan aquest n’era governador, i entre ells hi havia una intima amistat. Leli, tot i manifestar-se partidari de Cèsar l’any 59 aC, era també amic de Pompeu i probablement va intervenir amb ell en la guerra contra Mitridates. En el mateix passatge, Ciceró fa constar que corria el rumor que Pompeu, tot i que era enemic aferrissat de Luci Flac, havia atiat Leli a promoure aquest procés, oferint-li, a més, el suport de la seva autoritat i dels seus recursos.
Sembla evident que, atacant Flac, que havia col·laborat activament amb Ciceró en la repressió de la conjuració de Catilina, era atacat Ciceró mateix, que n’havia estat el descobridor. A més pesava contra Flac el desig dels triumvirs d’eliminar-lo com a membre de la noblesa, contrària als seus interessos, i de privar-lo amb aquesta acusació d’assolir el consolat per a l’any 58 aC.
Leli fou assistit en l’acusació per dos subscriptores, Gai Apuleu Decià i Luci Balb, als quals és possible que se n’associés un tercer, Luccei. No és gaire segur el nom del qui va presidir el tribunal, ja que mentre Webster opina que fou Gneu Lèntul Clodià, Du Mensil sosté que la presidència va correspondre a Titus Veti.
Els punts principals de l’acusació són els següents: exigència de diners a les ciutats d’Àsia per a aparellar una flota (XII-XIV); extorsió a les ciutats d’Acmònia, de Dorileu i de Temnos (XV-XXI); apropiació dels diners que s'havien recollit a Tral·les uns anys abans per a la celebració d’uns jocs d’honor del pare de Flac (XXII-XXV); prohibició d’exportar l’or que havien aplegat els jueus i possible malversació d’una part d’aquest or (XXVII 66-XXVIII 69); abús de poder respecte a alguns ciutadans romans: haver denegat justícia a Decià, haver-se atribuït una herència que corresponia a Sextili Andró i haver obtingut de Falcidi una quantitat de diners amb motiu de l’arrendament d’uns delmes (XXIX-XXXVII 93).
Els acusadors, especialment Leli i Decià, no van fer cap esforç per a trobar motius d’inculpació en l’actuació de Flac com a governador de la província d’Àsia. Tot i això, Leli va anar a Àsia personalment per a aplegar un gran nombre de testimonis de càrrec, i ho va fer, segons Ciceró, acompanyat d’un seguici molt superior al que legalment era permès, i fins i tot va allotjar els testimonis a casa seva durant el sojorn a Roma. Les al·legacions de Decià feien referència a la ciutat d’Apol·lonis i a la desaprovació de Flac de l’actitud de l’acusador respecte a Amintas, un dels seus homes principals. Luccei, ja fos que actués com a subscriptor o com a simple testimoni de càrrec, al·legava contra Flac que aquest havia pretès donar-li dos milions de sestercis per a subornar-lo (XXXIII 83).
Les ciutats d’Àsia van enviar, certament, les seves delegacions com a testimonis de càrrec contra Flac i així mateix testimoniaren contra ell alguns ciutadans romans, però no mancaren en el procés testimoniatges favorables, com foren els de les ciutats d'Atenes, de Lacedemònia i de Marsella i de les províncies de Tessàlia, d'Acaia i de Beòcia i també d’alguns cavallers romans, com Luci Epi, Luci Agre o Gai Cesti i de personatges destacats en la milícia, com Publi Servili Vàtia i Quint Metel Crètic o Gneu Domici, que havia estat alegat a Àsia.

## Defensa
Ciceró, una vegada més, va tenir com a col·laborador en la defensa el prestigiós advocat Quint Hortensi Hòrtal. Aquest, com indica el mateix Ciceró, va refutar de forma minuciosa i completa les acusacions presentades per Mitridates de Pèrgam (XVII 41) i va justificar plenament la qüestió dels tral·lians envers Flac (XXIII 54). Du Mesnil, en canvi, apunta la possibilitat que Hortensi s'hagués encarregat de refutar les al·legacions d'altres ciutats, com Tmolos i Cime. En la defensa Ciceró actuà el darrer, reservant-se el tractament dels temes generals i les al·legacions de l’amor a la pàtria i al bé de la república de l’acusat, fent ús dels efectes oratoris amb els quals pretenia atreure’s la benevolència dels jutges i obtenir així l’absolució de Flac.
Respecte als arguments que aporta el defensor, són poc consistents i fins, en alguna ocasió, ens poden davant el dubte de si l’acusat era tan innocent com Ciceró pretenia demostrar. Sovint són retrets els mèrits polítics de Flac i els seus serveis prestats a la pàtria, recurs gairebé normal en els processos contra magistrats, i més si es tractava d’un procés de repetundis.
Si es compara aquest discurs de Ciceró amb el que deu anys abans va pronunciar en defensa de Marc Fontei, propretor a la Gàl·lia, trobariem molts punts de contacte. A part de la coincidència en el motiu de l’acusació i de l’interès demostrat en tot moment per a aconseguir l’absolució d’un governador, en ambdós destaca la insistència en el descrèdit dels testimonis de càrrec, especialment dels grecs en el Pro Flacco i dels gals en el Pro Fonteio.
Per a Ciceró els grecs – els d’Àsia – que aporten el testimoniatge contra Flac no tenen cap mena de solvència i no mereixen la més mínima credibilitat, ni en el seu conjunt, ni considerats individualment. Els testimonis de càrrec gals en el Pro Fonteio no són, diu, persones de bé i de les seves declaracions no en podem fer cap cas. Cal dir que el Pro Flacco no és pas dels millors discursos de Ciceró, però és possible que el discurs escrit, tal com ens ha arribat, no es correspongui exactament al discurs oral.
Hom admet l'existència de dues accions, en la segona de les quals caldria incloure les intervencions de Ciceró. Aquest mateix diu que Hortensi, així com els acusadors, van parlar abans que ho fes ell i esmenta a més uns interrogatoris fets anteriorment, i insisteix de manera especial en l’actuació d’aquell en tota la l’acusació de Mitridates de Pèrgam (XVII 41).

## Estructura
En el Pro Flacco existeix l’absència de la diuisio, però no hi manquen les parts normals en els discursos ciceronians.
En l'exordi Ciceró exposa el seu desacord per l’acusació contra Luci Flac, a qui més aviat corresponia assolir l’honor del consolat. No és just que no se li reconeguin els seus grans mèrits i els seus serveis a la república. En l’acusació de Flac cal veure-hi una acusació contra tots els defensors de la pàtria i cal que els jutges es captinguin en aquest procés amb seny i responsabilitat (I-II).
La refutació, amb mancances al començament, omple bona part del discurs, fins a XXXVII 93.
En una primera part, i en passatges diversos, hi ha una semblança elogiosa de l’acusat i una al·lusió a les seves activitats i a la seva bona actitud, motius suficients i cabdals perquè Ciceró es faci càrrec de la defensa. En l’acusació no es tenen en compte les activitats polítiques i militars de Flac i, a més, els testimonis de càrrec no mereixen cap garantia i la seva presència sembla que obeeix a pressions i a raons poc clares (III).
Bona part dels testimonis de l’acusació són grecs i, si és cert que entre els grecs hi ha persones com cal, el posat i la insolència dels qui han comparegut els mostren gent sense cap escrúpol. Els testimonis romans, tot i mostrar-se enutjats, adopten una actitud diferent (IV 9-11). Els grecs que han triat per a declarar contra Flac són desvergonyits, garlaires i mancats de formalitat. Per altra banda, és excessiu l'enfervoriment de l’acusador i són exagerats els mitjans de què s'ha valgut en la recerca de testimonis (V 11-13). Leli probablement havia emprès l’acusació induït per Pompeu i amb l’ajuda d’aquest i valent-se d’intimidacions i de diners havia aconseguit el testimoniatge dels particulars (VI 13-15). Les ciutats de Grècia, Mísia i Frígia aporten uns testimonis oficials de poca consideració. Cal que els jutges esbrinin a fons la naturalesa de l’acusació (VII 15-18) i no costa gaire d’aconseguir testimonis d’entre la gent pobra i insignificant amb l'esperança de gratificacions i del pagament de les despeses del viatge. Cal dubtar de l’autenticitat dels documents que aporten i que no s'han lliurat dins els terminis legals (IX). No podem esperar res d’uns testimonis que van de comú acord amb l’acusador i que fins i tot s'allotgen a casa seva. És a dir, el judici no es fa com cal (X 21-24).
Per tant, i com a conclusió d’aquesta primera part de la refutació, Ciceró demana als jutges que considerin que els càrrecs que hom fa a un home tan digne com Flac i els fets que els han motivat no responen a la veritat i són alterats per sentiments innobles (XI).
En la segona part hi ha la refutació de les acusacions en les quals es tenen en compte les proves particulars i comprèn els capítols XII a XXXVII:
1. L'exigència de diners a les ciutats d’Àsia per aparellar una esquadra. Aquesta exigència no és cap delicte, ja que Pompeu, amb l'esquadra que havia reunit, va fer desaparèixer el perill dels pirates i era lògica la previsió de Flac en voler disposar també d’una esquadra (XII 29). El manteniment de forces marítimes, a més d’ésser necessari per a la defensa, donava prestigi a Roma. Flac fou moderat en l'exigència de diners i el fet que no constés en el llibre de comptes la relació de les despeses no suposava cap exacció indeguda (XIII-XIV).
2. Queixes presentades per ciutats d’Àsia en particular. La ciutat d'Acmònia aporta un sol testimoni, Asclepíades, un home disbauxat i sense escrúpols. Les seves declaracions són contradictòries i caldrà no fer-ne cas (XV 34-36). Ciceró creu que no ha de témer els testimoniatges dels homes d’aquesta ciutat, que el mateix Asclepíades reconeix com a poc formals (XVI 37-38). Els representants de Dorileu no aporten documents escrits amb el pretext que els han perdut i cal creure que serien alterats i falsos (XVII 39-41). El testimoniatge de Temnos el presenten unes persones que no mereixen cap consideració, ja que els temnites pretenen d’haver pagat a Flac uns diners per a la restauració d’un temple. El seu testimoni principal, Heraclides, actua amb gran desvergonyiment, és un home indesitjable i amb anterioritat havia estat condemnat per un afer de préstec de diners. Un altre testimoni, Lisànias, no és pas el millor i a més era prou coneguda la seva estreta relació amb l’acusador Decià. Ciceró no se’n fia i el deixa parlar primer (XIX-XXI). La ciutat de Tral·les està enutjada contra Flac per una qüestió d’uns diners pagats a contracor a Castrici. D’aquest afer, en té la defensa Hortensi. Flac és acusat també per l’apropiació d’uns diners dipositats a Tral·les per a celebrar uns jocs en honor del pare de Flac. Tral·les, malgrat que comptava amb homes honorables, ha enviat entre els seus testimonis Meandri, un home menyspreable que no honra gens els seus conciutadans (XXII-XXIV). Flac tenia dret, després de morir el seu pare, a disposar dels diners dipositats a Tral·les i que de fet no pertanyien pas als tral·lians (XXV 59-61). Els testimonis de les ciutats de la vertadera Grècia són molt estimables i dignes de crèdit. Ciceró té paraules elogioses per les ciutats de Marsella, Atenes i Esparta (XXXVI 61-64). Hi ha tres classes de grecs – jonis, eolis i doris – que donaren a Grècia puixança i glòria i ells van sotmetre la costa d’Àsia. En dir Àsia, cal entendre Frígia, Mísia, Cària i Lídia i també ens diu que uns proverbis referents a aquests pobles reflecteixen el menyspreu en què són tinguts (XXVII 64-66).
3. Queixa dels jueus d’Àsia. Els jueus acusen Flac de prohibir l'exportació d’or de les ciutats d’Àsia a Jerusalem. Leli no troba indicis de furt i fins reconeix una sèrie de fets que justifiquen l’actuació de Flac. L’or resta dipositat a l'erari públic (XXVIII 66-69).
4. Queixes dels ciutadans romans. El primer testimoni és Decià, que havia tingut una actitud despietada contra la ciutat d’Apol·lonis, cosa que ni Flac ni Pèrgam ho podien aprovar, malgrat els elogis que aquesta ciutat havia fet de Decià (XXI 70-72, XXX 72-74). Decià s'equivoca en dir que Flac ha estat injust en condemnar-lo per la seva i ho atribueix a l'enemistat que havien tingut els pares respectius. La decisió de Flac fou ratificada per una lletra de Quint Ciceró i també pel senat (XXXII 76-80). Leli pretén acusar Decià d’haver-se deixat subornar per Flac. Ciceró retreu a Leli la seva gelosia davant la forma d’actuar en el procés el segon acusador i fa referència a l’al·legació de Luccei sobre la quantitat de dos milions de sestercis que Flac volia donar-li (XXXIII 81-83). S'acusa també Flac d’haver acceptat una herència destinada a Sextili Andró a la mort de la seva muller Valèria, però per dret i per consum Flac podia rebre aquesta herència. També Lurcó retreu la condemna d’un llibert seu durant la pretura de Flac i aquí, Ciceró, aprofita l’avinentesa per a referir-se a les malaurades condicions dels governadors de províncies, sotmesos sovint a les crítiques, no sempre favorables, dels seus súbdits (XXXIV-XXXV). Un altre testimoni de càrrec és Falcidi, que basa la seva acusació en el fet d’haver pagat uns diners a Flac, però no compareix al judici i es val d’unes lletres a la seva mare i a la seva germana i, per tant, les seves proves no tenen cap valor (XXXVI 91, XXXVII 91-94).

En la peroració, des del capítol XXXVIII fins al XLII, Ciceró hi utilitza els seus darrers arguments de defensa, que són els següents: la república es troba trasbalsada; hom no té en compte els serveis que els homes de bé li han prestat i es vol fer recaure damunt Flac una condemna que donaria satisfacció als partidaris que encara resten de Catilina. També ell és amenaçat (XXXVIII 94-97) i la condemna de Flac suposaria la condemna de tots els ciutadans de Roma i de tota la república (XXXIX 97-99). Són moltes les mostres d’abnegació i de patriotisme de Flac en els difícils moments de la conjuració de Catilina i moltes províncies aporten testimonis de descàrrec i, per tant, els jutges ho han de tenir en compte en el seu veredicte (XL 100-102). Seria molt trist que aquest respecte i dedicació a la pàtria, lloats sempre pel poble romà i per tot el món, ara no li fossin reconeguts (XLI 103-104). Tothom espera amb impaciència el resultat del procés i la condemna de Flac podria desanimar aquells qui volen lliurar-se a la defensa de la pàtria i seguir el camí dels homes de bé. Cal que el tribunal tingui una compassió de Flac, de la seva família, del seu fill, un pobre infant, i vulgui conservar per a la república aquest home que porta un nom tan ple de glòria (XLII 105-106).

## Resultat de l'acusació
La innocència de Flac en tots els càrrecs que va ésser acusat no era gaire evident. No obstant, va sortir absolt d’aquest procés gràcies, en part, a l’habilitat de Ciceró, però també a l’oportunitat del moment polític, que va disposar favorablement els jutges en la seva decisió.
Després del procés no tenim cap altra notícia fins a l’any 57 aC, en què fou legat de Luci Pisó a Macedònia. En el discurs Pro Plancio, que Ciceró va pronunciar l’any 54 aC, hi ha una última referència a Flac.

## Transmissió textual
Les fonts més importants del text del Pro Flacco, cal cercar-les en una sèrie de manuscrits que foren copiats a França el segle xv. D’entre aquests destaca, sobretot, el Parisinus 14749 (Σ), abans el codex S. Victoris 91.
Concorda molt amb el manuscrit Σ el codex S. Marci 255 b, avui a la Biblioteca Nacional de Florència, IV 4, i porta diverses variants al marge, confirmades per l’autoritat del gramàtic Rufinià i també del palimpsest Taurinensis, del segle IV o V, com a precedents d’un bon manuscrit d’origen desconegut. Designem amb B el que correspon a aquesta segona mà. El còdex b presenta algunes correccions interessants degudes a humanistes i per això algunes de les seves lliçons són ben estimades.
Cal remarcar que Σ i b coincideixen a tenir la mateixa llacuna (§§ 47-53: pecuniam-quid in re sit), i com pot veure’s en els deteriores que en deriven, presenten també una llacuna després dels mots conseruandam salutem del § 5 i una altra entre el § 75 i el § 83.
Clark apunta que aquestes dues grans llacunes del Pro Flacco són degudes a la desaparició d’uns fulls de l’arquetipus de què deriven Σ i b, que sembla que seria complet quan l’actualitzaren l'escoliasta de Bobbio i també Sant Isidor de Sevilla. De fet, de la llacuna de Σ (§§ 47-53) l’única font a la qual podem acudir és el text del manuscrit V i que b, precisament, reproduiex.
El còdex Vaticanus Basilicans H 25 (V), que fou escrit el segle IX i que és a la Biblioteca del Vaticà, ens ha conservat, entre altres discursos de Ciceró, un fragment del Pro Flacco, que comprèn des del § 39 (litterarum si ueras...) fins al § 54 (...flabello seditionis). Els vuit primers fulls d’aquest manuscrit s'han perdut i el primer discurs que trobem és el In Pisonem. Manquen després quatre quaderns i, en el que segueix, trobem el fragment del Pro Flacco; després del § 54, i sense solució de continuïtat, hi ha una bona part del Pro Fonteio, que s'inicia amb els mots hoc praetore oppressam esse, que correspon al § 11. Sens dubte el copista va tenir una confusió entre aquests dos discursos. Cal pensar que en els quaderns tercer, quart, cinquè i sisè, que s'han perdut, hi hauria la part final de l'In Pisonem i el començament del Pro Fonteio. És probable que el manuscrit fos copiat d’un altre que havia sofert una transposició dels quaderns i així els que corresponien al Pro Flacco van ser col·locats entre la primera i la darrera part del Pro Fonteio.
El manuscrit V, tot i ésser mutilat, és força important, ja que fou emprat per Poggio l’any 1428 i tenim notícia que va pertànyer al cardenal Giordano Orsini (mort el 1439). Correspon a una família diferent i independent de la Σ i de b. Nisbet fa notar que, llevat de l'In Pisonem, que és escrit en lletra uncial, en la resta de manuscrits predomina la carolina minúscula, per bé que cal atribuir-ho a una mateixa mà.
Els mateixos discursos que s'han trobat en V figuren en el codex Cusanus 52 (C), escrit el segle xii i que sembla contenir el recull d’extrets de diferents autors llatins, compost per Seduli Scott, estudiant i poeta irlandès, que va treballar a Lieja el segle ix. Aquest manuscrit C va pertànyer a Nicolau de Cusa (1401-1464), el qual va deixar, juntament amb tota la seva biblioteca, a l’hospital de la seva ciutat, fundat per ell mateix. Els fragments de Ciceró els descobrí Theodor Oehler (1843), però no es publicaren fins a l’any 1866. Primerament es creia que aquests fragments eren del Pro Fonteio, però, talment com en V, els fragments del Pro Flacco es troben intercalats entre els del Pro Fonteio i en el mateix ordre, cosa que fa pensar que Seduli Scott es va servir d’un manuscrit copiat sobre el mateix arquetipus del V. Dels vint-i-un extrets que hom havia atribuït al Pro Fonteio, L. Traube ha demostrat que només li correspon els nou primers; els vuit següents s'han tret del començament del Pro Flacco que figurava en el quadern sisè del manuscrit V, quan encara no havia sofert cap mutilació, i els altres quatre reapareixen en la part d’aquest discurs conservat pels manuscrits del segle xv.
Per a l'establiment del text de la primera part perduda del Pro Flacco en els manuscrits citats, podem recórrer al palimpsest de Milà (codex Ambrosianus R. 75) (M), que Angelo Mai va descobrir i editar l’any 1814 i que conté també fragments del Pro Tullio i del Pro Scauro. Són també interessants i útils els Scholia Bobiensia, posteriors al segle IV; el seu autor, que desconeixem, recorre a altres comentaris antics, com els d'Asconi, i són ben aprofitables algunes dades que no es troben en els fragments de Milà.
No podem menysprear, tanmateix, les citacions d’autors antics, tot i que són, molt breus. L’humanista alemany Konrad Peutinger (1465-1547) en l'edició Cratandrina resol la llacuna compressa entre el § 75 i el § 83 que trobem en tots els manuscrits. Es va servir, segons manifesta ell mateix, d’un fragment fet conèixer per Jeroni Rorari. Ignorem si aquesta part afegida per Rorari prové d’un manuscrit complet, però la seva autenticitat no sembla que s'hagi de posar en dubte, tenint en compte el testimoni d’alguns escolis i també d’unes citacions de Sant Isidor de Sevilla. Per altra banda, uns extrets de Mariangelo Accursi, d’entre els anys 1520 i 1530, concorden amb aquest suplement. En relació amb el fragment de Peutinger, cal esmentar el suplement que forneix Denis Lambin (1520-1572) per a suplir una llacuna final del § 80. Segons diu Lambin, aquest suplement fou trobat al marge d’un manuscrit.
Hom deu particularment a E. Stroebel l'estudi de gran nombre de deteriores. D’entre aquests destaquen els Parisini i també un Bernensis, emprat per Baiter, que deriven probablement de Σ o, almenys, li són molt pròxims. També Baiter ha emprat el Salisburgensis (s) – avui Monacensis 15734 – i J. C. Schoenberger ha estudiat el Vaticans 3231. Aquests, juntament amb altres com el codex S. Marci 254 (χ), el codex Oxoniensis Canonici 226 del segle xv (c) i el Parisinus 7779 (k), escrit a Pavia l’any 1459, són una contaminació de la tradició de Σ i de B. El c i el k s'assemblen molt, però aquest darrer és superior. És cert que aquests manuscrits no tenen massa interès per a l'establiment del text del Pro Flacco, però no poden deixar-se de banda i en ells cal tenir ben en compte les estimables correccions de diferents humanistes.
De les edicions modernes del Pro Flacco cal esmentar entre les més importants la d’A. Du Mensil (Cicero’s Rede für L. Flaccus, Liepzig, Teubner, 1833), que va acompanyada d’una introducció i comentari bastant acurats i extensos; de les edicions crítiques, la primera és la de A. C. Clark (Oxford, Scriptorum Classicorum Bibli, Oxoniensis, 1911, vol. IV), amb diverses reimpressions, la darrera de les quals és del 1978. Super aquesta la de L. Früchtel (M. Tulli Ciceronis, Scripta quae manserunt omnia, Liepzig, Teubner, 1933, vol. VI). Amb introducció i notes tenim la de T. B. L. Webster (M. Tulli Ciceronis, Pro L. Flacco oratio, Londres, Blackie, 1933), particularment interessant per la introducció, les notes i el vocabulari que conté. Una edició més recent és la de F. Zucker (Milà, Mondadori, 1963). Entre les edicions acompanyades de comentari i traducció és molt útil i acurada la d’A. Boulanger (París, Les Belles Lettres, 1966, t. XII; la primera edició és de l’any 1938). També amb traducció i notes molt completes és la de A. C. Macdonald (Londres, The Loeb Classical Librari, 1977, vol. X). L'edició en català de la Fundació Bernat Metge ha seguit les dues últimes edicions esmentades i també la de Clark i, sobretot, l'estudi de C. Joachim Classen, La difesa di Valerio Flacco, Studi in onore di C. Sanfilippo, Univ. Di Catania XCVI, 1982, I pp. 115-129.